# 上広川村
上広川村（かみひろかわむら）は、福岡県八女郡にあった村。現在の八女郡広川町の一部。

## 地理
広川山地の南麓、広川上流域に位置していた。

## 歴史
- 1889年（明治22年）4月1日 - 町村制の施行により、上妻郡水原村（大部分）、吉常村、六田村、長延村が合併して村制施行し、上広川村が発足[1][2]。
- 1896年（明治29年）4月1日 - 郡の統合により八女郡に所属[1][3]。
- 1948年（昭和23年）4月1日 – 八女郡横山村大字下横山字小椎尾を編入[1][2]。
- 1955年（昭和30年）4月1日 - 八女郡中広川村と合併して広川町を新設し廃止された[1][2]。

## 教育
- 1896年（明治29年） - 上広川尋常小学校開校[1]
- 1919年（大正8年） - 上広川尋常高等小学校となる[1]。
- 1948年（昭和23年） - 上広川中学校開校[1]